# لا کوینتا
لا کوینتا (انگلیسی: La Quinta Inns & Suites) شرکت خدمات گردشگری و هتل‌داری آمریکایی است، که در سال ۱۹۶۸ توسط سم بارشاپ راه‌اندازی شد. این شرکت در سال ۲۰۰۵ توسط شرکت سرمایه‌گذاری بلک‌استون، به ارزش ۳٫۴ میلیارد دلار خریداری شد و در حال حاضر مالک شبکه‌ای از ۷۰۰ هتل در کشورهای ایالات متحده آمریکا، کانادا و مکزیک می‌باشد. دفتر مرکزی شرکت لا کوینتا در شهر ایروینگ، تگزاس قرار دارد.